# Jussy (Genève)
Jussy est une commune suisse du canton de Genève.

## Géographie
La commune de Jussy s'étend sur 11,35 km2. Lors du relevé de 2013-2018, les surfaces d'habitation et d'infrastructure représentaient 9,3 % de sa superficie, les surfaces agricoles 53,9 %, les surfaces boisées 36,3 % et les surfaces improductives 0,5 %. Les surfaces boisées de la commune forment les Bois de Jussy ; ils ont une surface d'environ 430 ha et font de Jussy la commune ayant la surface forestière la plus étendue du canton de Genève.
La commune comprend les hameaux de Jussy-l'Évêque, Lullier, Monniaz - point le plus élevé du canton de Genève (516 mètres d'altitude) - et Sionnet, ainsi que divers mas comme Les Cabrits, Les Peutets, La Léchère, Le Petit-Lullier, Les Mévaux, Les Pauses-Basses, Les Beillans, La Renfile. La commune de Jussy est limitrophe de Gy, Presinge et Meinier, ainsi que de la France (Saint-Cergues, Juvigny).

## Histoire
Le nom de Jussy est d'origine latine : Jussiacum, mot issu du gentilice (nom de la gens) Justius qui correspondait sans doute au nom du propriétaire d'une villa (domaine agricole) de l'époque gallo-romaine. Cette origine étymologique explique le nombre de communes, villages et hameaux qui portent en France le nom de Jussy.
La première mention écrite de Jussy qui nous soit parvenue est en latin et date de 1180 : Jussiacum Episcopi, c'est-à-dire Jussy de l'évêque. En effet, au Moyen Âge, Jussy constituait l'un des trois mandements épiscopaux que l'évêque de Genève détenait en toute propriété. À partir du XIe siècle, l'évêque de Genève exerce les pouvoirs ecclésiastique et temporel sur la ville de Genève et dans ses mandements ; il fait construire une forteresse à Jussy au XIIIe siècle.
Cependant, dès le milieu du XIIIe siècle, les comtes - puis ducs - de Savoie étendent leurs territoires de façon très importante (notamment le Faucigny, le pays de Gex, le pays de Vaud, le comté de Nice, le Genevois et le Piémont), ce qui fait que Genève devient enclavée dans la Savoie. Dès lors, l'histoire de Jussy (ainsi que celle des autres mandements épiscopaux) va dépendre du sort de la lutte politique - et parfois militaire - entre Genève et la Savoie, qui cherche à l'annexer. Dans un premier temps, la Savoie a presque le dessus : sous une pression importante, l'évêque cède en 1290 à la maison de Savoie la forteresse commandant les ponts de l'Île, ainsi que la charge de vidomne; puis, en 1449, le pape confère au duc de Savoie le pouvoir de nomination aux bénéfices majeurs du duché, c'est-à-dire en particulier le droit de choisir les évêques des diocèses de Savoie, y compris celui de Genève; dès lors, les évêques de Genève seront soit des membres de la famille de Savoie, soit des proches.
Dans un second temps, dès le début du XVIe siècle, un certain nombre de négociants genevois groupés autour de Besançon Hugues dans le parti des Eidguenots s'opposent au parti pro-savoyard et, après bien des aléas, obtiennent en février 1526 la signature d'un traité de combourgeoisie entre Genève, Fribourg et Berne, aux termes duquel les trois parties se promettent assistance militaire mutuelle en cas d'attaque. Ce succès du parti anti-savoyard et les prêches de Guillaume Farel entraînent en 1533 la fuite du dernier évêque de Genève, puis en janvier-février 1536 l'intervention des troupes bernoises pour libérer Genève bloquée par les partisans de l'évêque et du duc de Savoie, et enfin en mai 1536 l'adoption de la Réforme.
Entre 1534 et 1536, la forteresse de Jussy a abrité des partisans de l'évêque et du duc de Savoie. Mais l'arrivée des Bernois entraîna sa reddition et elle fut incendiée en 1536, afin d'éviter qu'elle puisse à l'avenir servir d'abri aux troupes savoyardes. La Réforme fut dès lors imposée à Jussy et dans les autres mandements.
En 1690, une troupe de mercenaires du duc de Savoie pille et brûle Gy, une partie du Crest, La Gara et plusieurs maisons de Jussy.
Le traité de Turin de 1754 rattache les hameaux de Gy et de Sionnet à la commune de Jussy.
Après l'invasion de la Savoie par les troupes françaises en septembre 1792, puis l'annexion de celle-ci par la France en novembre 1792 en tant que département du Mont-Blanc, Genève est encerclée par la France révolutionnaire. Les membres des cercles révolutionnaires genevois prennent alors le pouvoir le 6 décembre 1792 et le Conseil général décrète l'édit du 12 décembre 1792 qui proclame l'égalité politique entre citoyens, bourgeois, natifs, habitants et sujets : les ressortissants des campagnes - c'est-à-dire de Jussy et des autres Mandements sujets de Genève (« la Seigneurie ») - obtiennent dès lors la qualité de citoyens de la république de Genève, ce que la Constitution genevoise du 5 février 1794 confirmera. Jusqu'alors, en effet, seuls les ressortissants de la ville de Genève et de ses franchises » (banlieues) pouvaient être bourgeois ou citoyens de Genève - les ressortissants des campagnes, sujets de Genève, n'avaient pas le droit, depuis le milieu du XVIIe siècle, d'en acquérir la bourgeoisie - et, par conséquent, membres du Conseil général. Ainsi, les habitants de ces communes rurales, qui jusqu'alors avaient été privés de droits politiques, obtiennent dès lors les mêmes droits que les habitants de la ville.
À la suite de la révolution genevoise de 1792, en janvier 1794, au motif d'une altercation entre « englués » et « montagnards » qui avait eu lieu au café de Sionnet, et en raison de rumeurs de conspiration patricienne dans la « Vendée genevoise », le gouvernement genevois (les « Comités provisoires ») envoie à Jussy un détachement de 80 soldats, auquel se joignent plusieurs dizaines de membres du club des montagnards, surexcités et en armes : c'est « l'expédition de Jussy ». En chemin, des citoyens faisant partie de l'expédition fusillent à Chêne, sans jugement, un jeune tonnelier savoyard du nom de Salomon Burdet, avec lequel ils s'étaient disputés au cabaret à cause d'opinions politiques divergentes. Puis, l'expédition se poursuit et va occuper le village de Jussy, Le Crest et La Gara, pendant plusieurs semaines; les propriétaires de ces deux domaines, MM. Micheli du Crest et Labat, sont emprisonnés à Genève du 24 janvier au 15 février 1794, avant d'être déchargés des accusations sans fondement portées contre eux et libérés.
À partir de l'invasion des troupes de la jeune République française en 1798 et jusqu'à la chute de Napoléon Ier en 1814, Genève est annexée à la France et devient le chef-lieu du département du Léman, dont Jussy est une commune.
En mai 1815, Genève - à savoir la ville de Genève avec ses  « franchises » (c'est-à-dire les communes de Plainpalais, des Eaux-Vives, du Petit-Saconnex, de Chêne-Bougeries et, partiellement, de Cologny) et ses mandements de Jussy, Peney (aujourd'hui les communes de Satigny, de Dardagny et, partiellement, de Russin), Genthod et Céligny - devient canton suisse.
En 1816, le traité de Turin accorde au nouveau canton de Genève notamment les communes savoyardes situées entre Jussy et la ville de Genève, en particulier Meinier, Choulex, Presinge-Puplinge et Chêne.
Le nombre d'habitants de la commune de Jussy reste stable entre 1750 et 1850 : environ 900 habitants. Cependant, cette apparente stabilité cache un double fait : d'une part, les jeunes gens, qui éprouvent de grandes difficultés à s'établir dans la commune, sont nombreux à émigrer vers la ville (56 % des femmes et 42 % des hommes au XIXe siècle) ; d'autre part, la proportion de domestiques et d'ouvriers est croissante : 12,7 % en 1797 pour 17,7 % en 1834. 
En 1850, à la suite d'un différend remontant à 1821 relatif à la suppression de l'école de Gy et la construction de l'école communale aux Beillans, Gy (qui faisait partie de Jussy depuis le traité de Turin de 1754) se sépare de la commune de Jussy et forme une nouvelle commune.
Dès le milieu du XIXe siècle, Jussy-l'Église devient le centre de la commune, avec notamment la construction du bâtiment des douanes en 1850 et celle de la mairie en 1878.
En 1891, le service de diligence quotidien est remplacé par une ligne de tramway, qui relie plusieurs fois par jour Genève (cours de Rive) à Jussy-l'Église, par Vandoeuvres et Choulex, en seulement 50 minutes. C'est une véritable petite révolution car le tram permet aux Jusserands de se rendre nombreux en ville et aux citadins de venir à la campagne le dimanche; le transport des marchandises en est aussi grandement facilité, ce qui provoque une intensification des échanges commerciaux (par exemple, le lait produit à Jussy est livré quotidiennement en ville). La ligne de tram sera électrifiée en 1902.
En 1930, pour des raisons financières, cette ligne de tram est supprimée entre Choulex et Jussy, et remplacée par une ligne de bus.
Entre 1916 et 1932, de très importants travaux de drainage ont lieu, notamment à Jussy, Lullier et Sionnet, afin d'assécher les marais et de rendre cultivables les terres en résultant. Le paysage en a dès lors été fortement modifié.
En 1974, le centre horticole de Lullier est inauguré. Il abrite aujourd'hui le Centre de formation professionnelle nature et environnement et une partie de la Haute École du paysage, d'ingénierie et d'architecture (HEPIA).
Depuis 2002, les travaux de renaturation de la Haute-Seymaz - sur la Seymaz, la Touvière, le Chambet, le Chambotton et le nant du Paradis - ont permis aux marais de retrouver leur fonction de rétention d’eau et de protection contre les crues, et ont entraîné une très forte augmentation de la biodiversité (faune et flore).

## Population et société

### Démographie
La commune compte 1 173 habitants au 31 décembre 2023 pour une densité de population de 103 hab/km2. Sur la période 2010-2023, sa population a augmenté de 2,2 % (canton : 14,6 % ; Suisse : 9,4 %).  

### Éducation et recherche
Dans le cadre de la Haute école spécialisée de Suisse occidentale (HES-SO), Jussy accueille une partie des formations de la Haute École du Paysage, d'Ingénierie et d'Architecture de Genève (HEPIA, anciennement École d'Ingénieurs de Lullier), spécialisée en agronomie, horticulture, architecture du paysage et gestion de la nature.
La commune accueille également le Centre de Formation Professionnelle Nature et Environnement (CFPNE) appelé également école d'horticulture de Lullier destiné à la formation professionnelle initiale pour les métiers de l'horticulture et de fleuriste.

## Politique

### Administration
L'exécutif de la commune de Jussy compte trois membres : le maire de la commune et deux adjoints. Les membres sont élus pour une période de cinq ans. L'exécutif de la commune, entré en fonction le 1er juin 2025, se compose de la façon suivante :
| Identité            | Étiquette           | Étiquette | Fonction                 |
| ------------------- | ------------------- | --------- | ------------------------ |
| Hostettler Stéphane | Ensemble pour Jussy |           | Président                |
| Luthi Yves          | Ensemble pour Jussy |           | Vice-président           |
| Grand Eric          | Ensemble pour Jussy |           | Conseiller administratif |

Le conseil municipal de Jussy (pouvoir législatif de la commune) compte 13 membres. Les conseillers municipaux sont élus pour une période de cinq ans. Le Conseil municipal exerce des fonctions délibératives et consultatives mais il ne peut pas rédiger des lois. À la suite des élections municipales du 23 mars 2025, le conseil municipal est renouvelé et est représenté de la manière suivante : 
| Parti               | Voix | Suffrages en % | +/-    | Sièges  | +/- |
| ------------------- | ---- | -------------- | ------ | ------- | --- |
| Ensemble pour Jussy | 294  | 100,00 %       | 100,00 | 13 / 13 | 13  |

### Liste des maires
| Période                                  | Période      | Identité            | Étiquette       | Qualité                          |
| ---------------------------------------- | ------------ | ------------------- | --------------- | -------------------------------- |
| Les données manquantes sont à compléter. |              |                     |                 |                                  |
| 1er juin 2003                            | 31 mai 2011  | Luc-Eric Revilliod  |                 |                                  |
| 1er juin 2011                            | 30 août 2016 | Josef Meyer         | Unis pour Jussy | Adjoint au maire de 2003 à 2011  |
| 4 décembre 2016                          | en cours     | Anne-François Morel | Unis pour Jussy | Adjointe au maire de 2011 à 2016 |

## Culture et patrimoine
Il y avait au Moyen Âge trois châteaux à Jussy: 
- Le château de l’évêque, forteresse bâtie au XIIIe siècle dans un bourg fortifié (qui comptait une trentaine de maisons au XIVe siècle), entouré de fossés avec ponts-levis, était situé dans l'actuel hameau de Château-L’Evêque (à environ 500 m. de l'église de Jussy). L'évêque de Genève y séjournait périodiquement, mais le château était toujours occupé par l’officier commandant la place et un personnel nombreux. Après la reddition de la garnison épiscopale pro-savoyarde aux Bernois en 1536, le château fut incendié par ces derniers pour ne pas le laisser aux Savoyards; puis, en 1602, pour les mêmes raisons, ses ruines furent rasées sur ordre du Conseil de Genève; il semble cependant qu'au XIXe siècle on voyait encore des traces des fossés[30].
- Situé dans le vignoble, le château du Crest d'origine ancienne fut détruit en 1590. Le bâtiment actuel fut construit en 1621 par Agrippa d'Aubigné, sur les fondations anciennes. Le donjon carré date de 1880.
- Le château de Lullier[31], maison forte avec fossés et pont-levis construite au XIVe siècle, était situé en face du mas Mévaux (lieu-dit "Les Mévaux")[32]. Ce château était propriété de la famille des Nobles de Jussy[33], à laquelle appartenait la clarisse Jeanne de Jussie[34], auteur d'une chronique de l'établissement de la Réforme à Genève, Le Levain du calvinisme; un chemin porte son nom depuis 1978[35]. Le domaine du château fut divisé en 1536 entre les membres de la famille, puis vendu. La maison forte tomba peu à peu en ruines. Il n'en reste aucune trace aujourd'hui.

L'église dédiée à Marie-Madeleine remonte aux IXe – Xe siècles; elle fut agrandie aux XIe – XIIe siècle puis au XVIe et son clocher date de 1726. A l'intérieur, les stalles sont aux armes du cardinal de Brogny. Des fouilles menées en 1973 ont permis de retrouver les traces d'un premier sanctuaire de l'époque carolingienne. La paroisse passa à la Réforme en 1536.
Le domaine de La Gara, voisin du château du Crest, existe depuis le XIVe siècle au moins. Après son incendie de 1690 par l'armée du duc de Savoie, la maison de maître fut reconstruite et achevée en 1755: un corps principal flanqué de deux ailes, à la française.
Construite en 1725 comme maison de gardes forestiers par l'Hôpital de Genève qui était propriétaire de la forêt de Jussy, la Maison de la Forêt appartient aujourd'hui à l’État et sert en particulier de local aux gardes-faune.
Le parc, qui occupe la partie nord du centre horticole de Lullier, est ouvert au public : roseraie, lagune.
Le Domaine des Bois, villa de verre sur structure en acier construite entre 1960 et 1965 par l'architecte Jean-Marc Lamunière, au chemin des Communes, sur une parcelle de 4 ha en zone agricole, est le "seul domaine de plaisance d'architecture du XXe siècle qui ait été construit selon la tradition bourgeoise des villas de campagne". Victime de travaux de transformation vidant le bâtiment de sa substance intérieure dans les années 1990, la maison est restée à l'abandon.
Construit entre 1982 et 1984, le Centre sportif des Beillans est l’œuvre des architectes Paul Waltenspühl et Erwin Oberwiler.

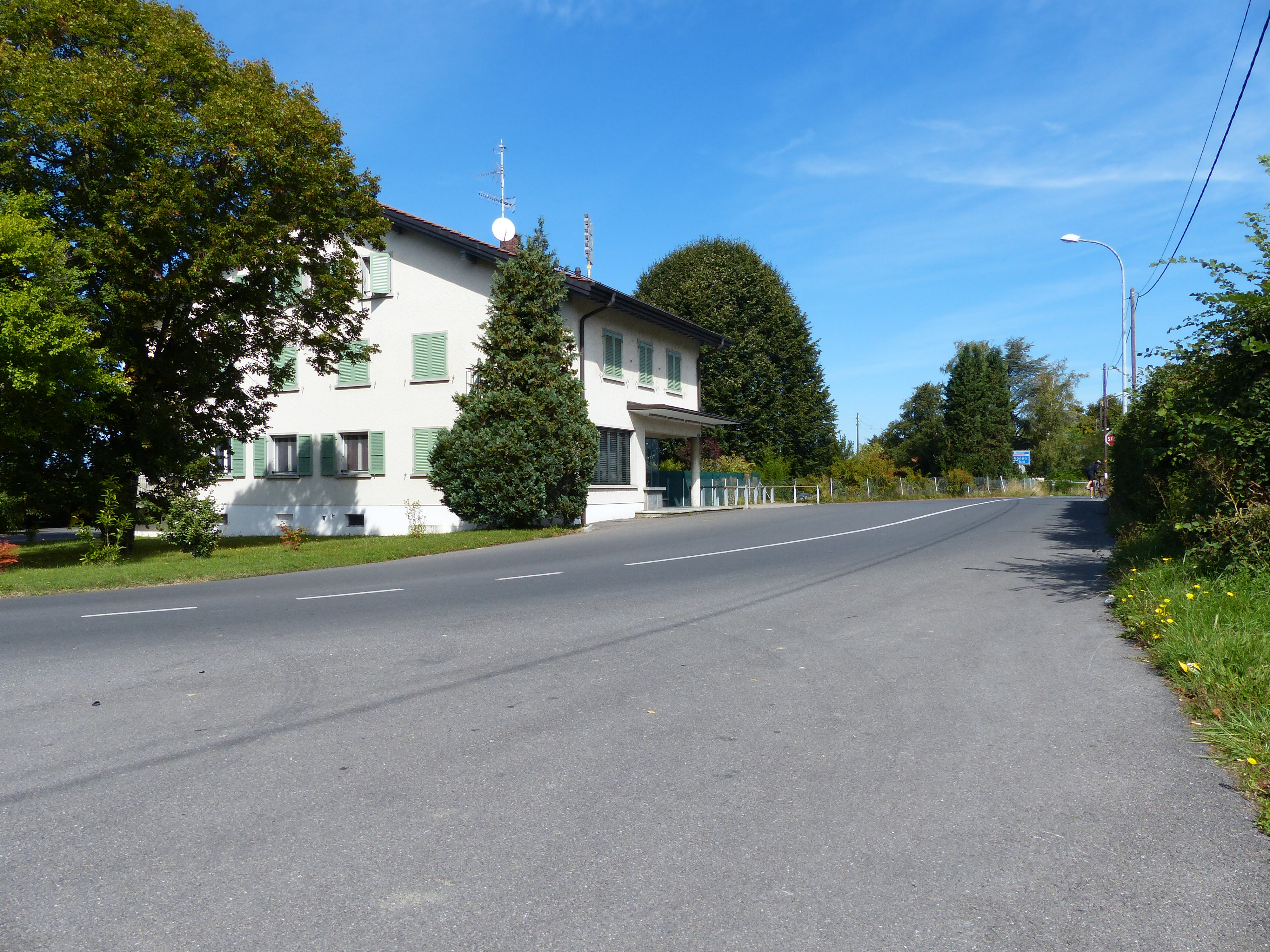
Poste de la douane de Monniaz.
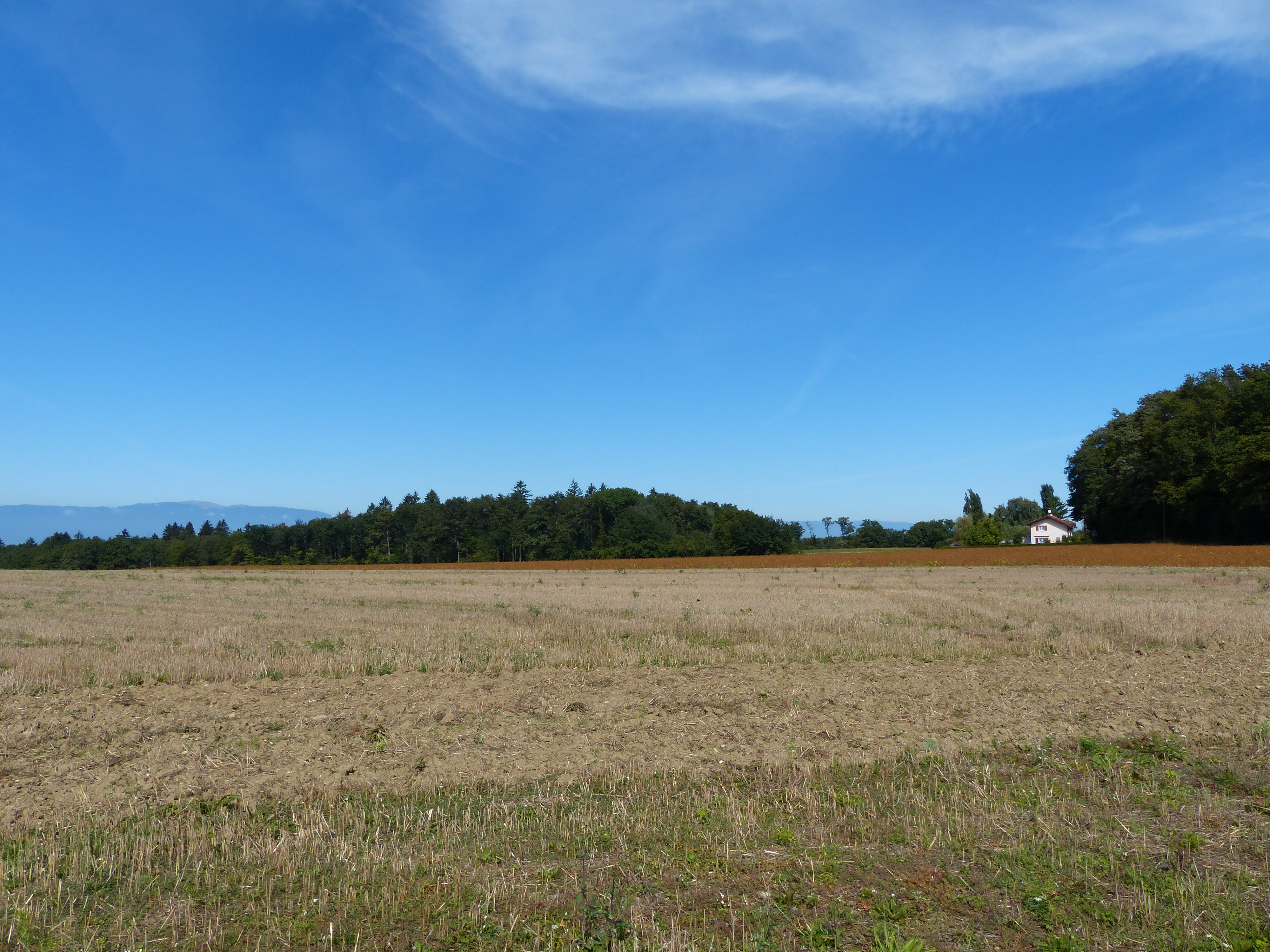
Champ cultivé aux alentours de Monniaz, hameau de Jussy.
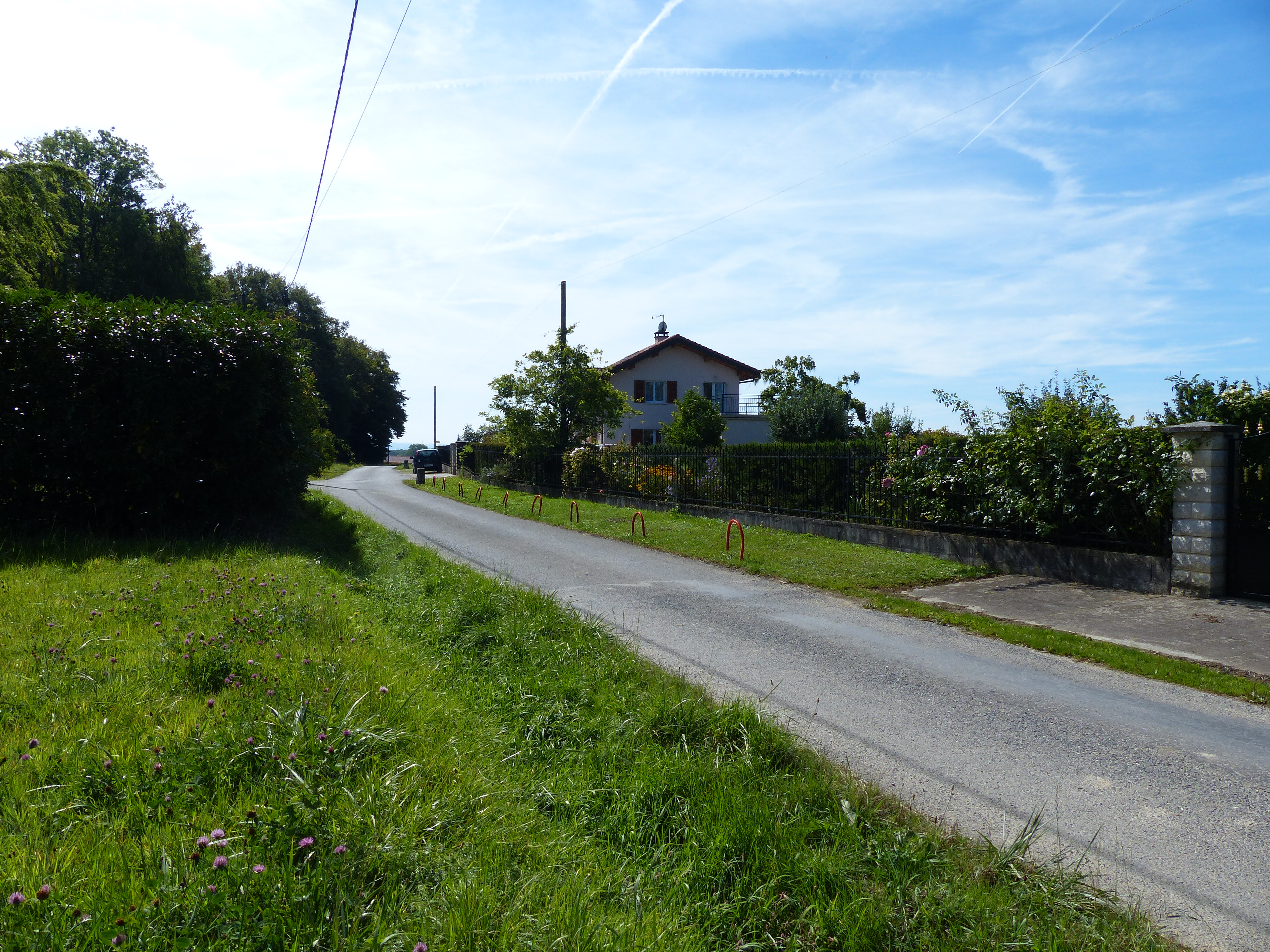
Les Arales, lieu le plus élevé (516 m) et le plus à l'est du canton de Genève.
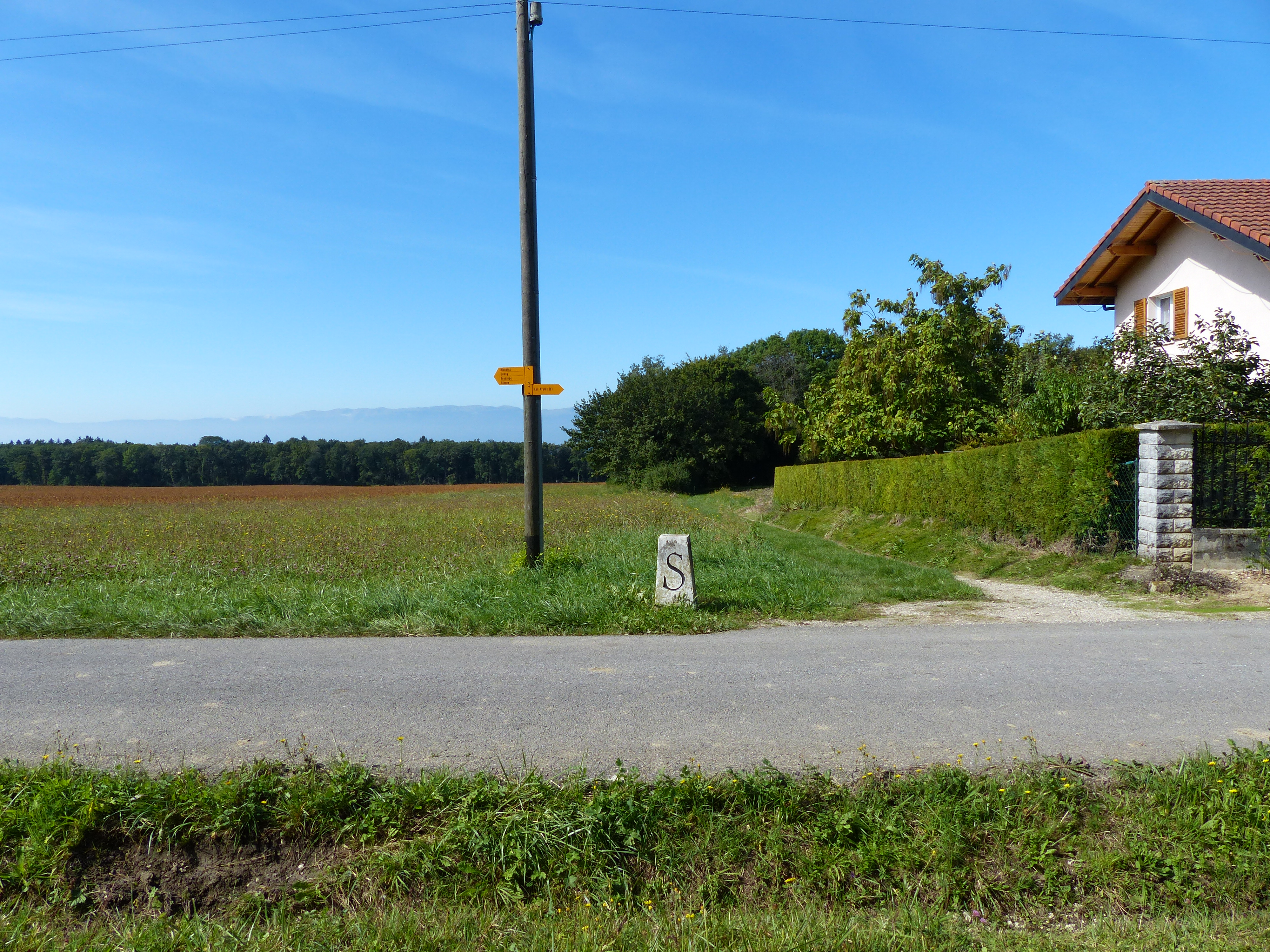
Les Arales et la borne frontière 141.
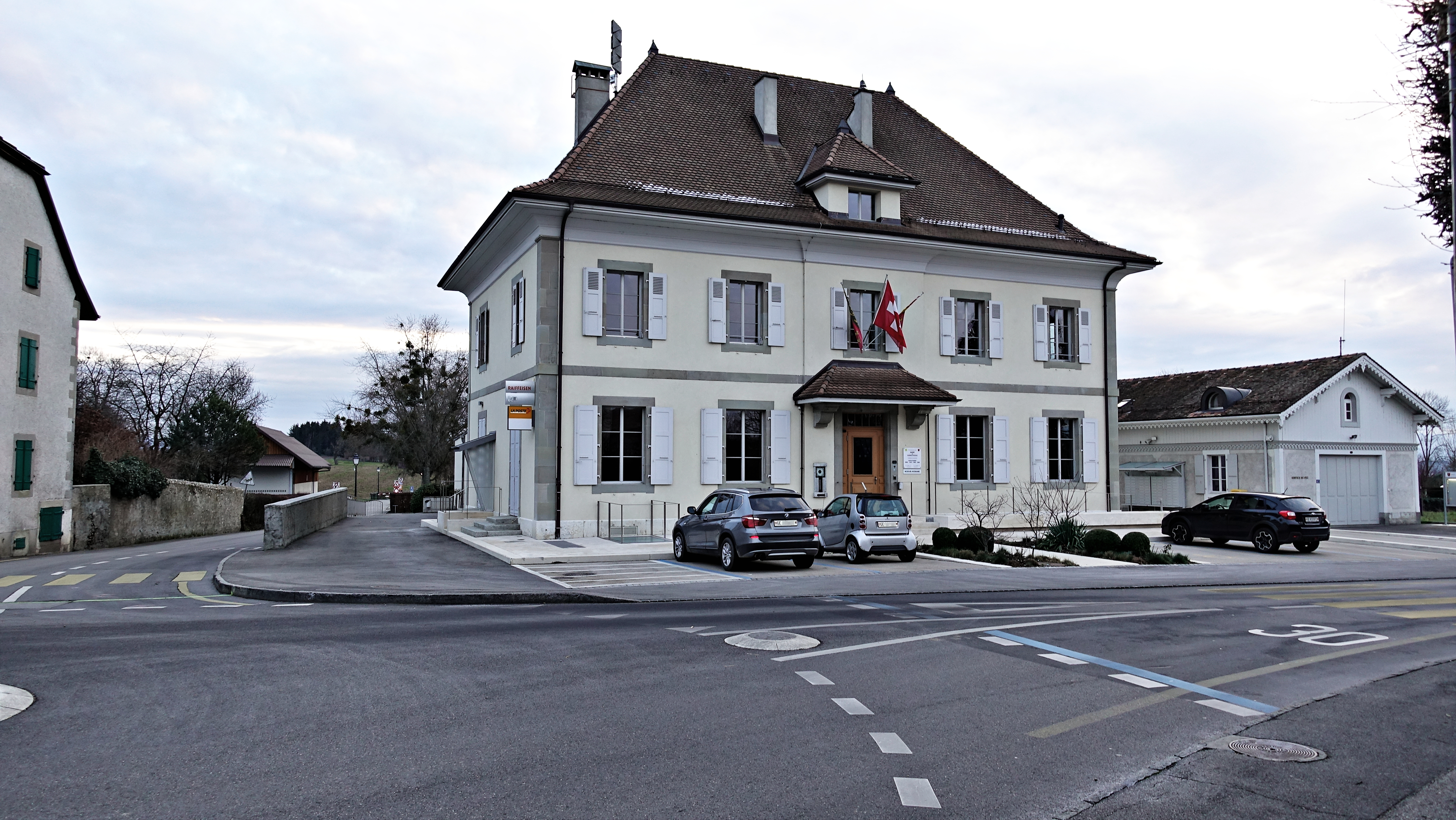
La mairie du village de Jussy.
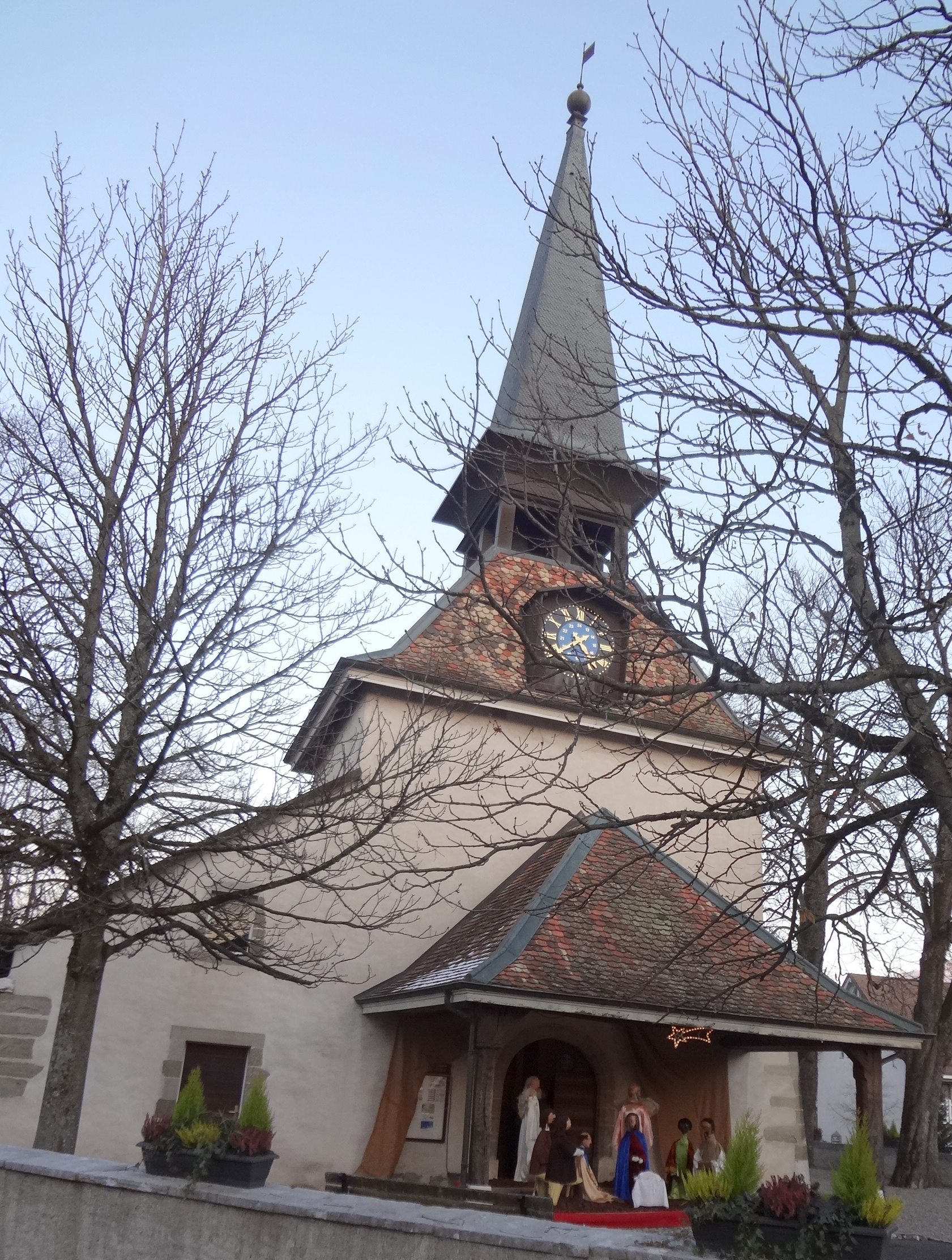
Le temple du village de Jussy.
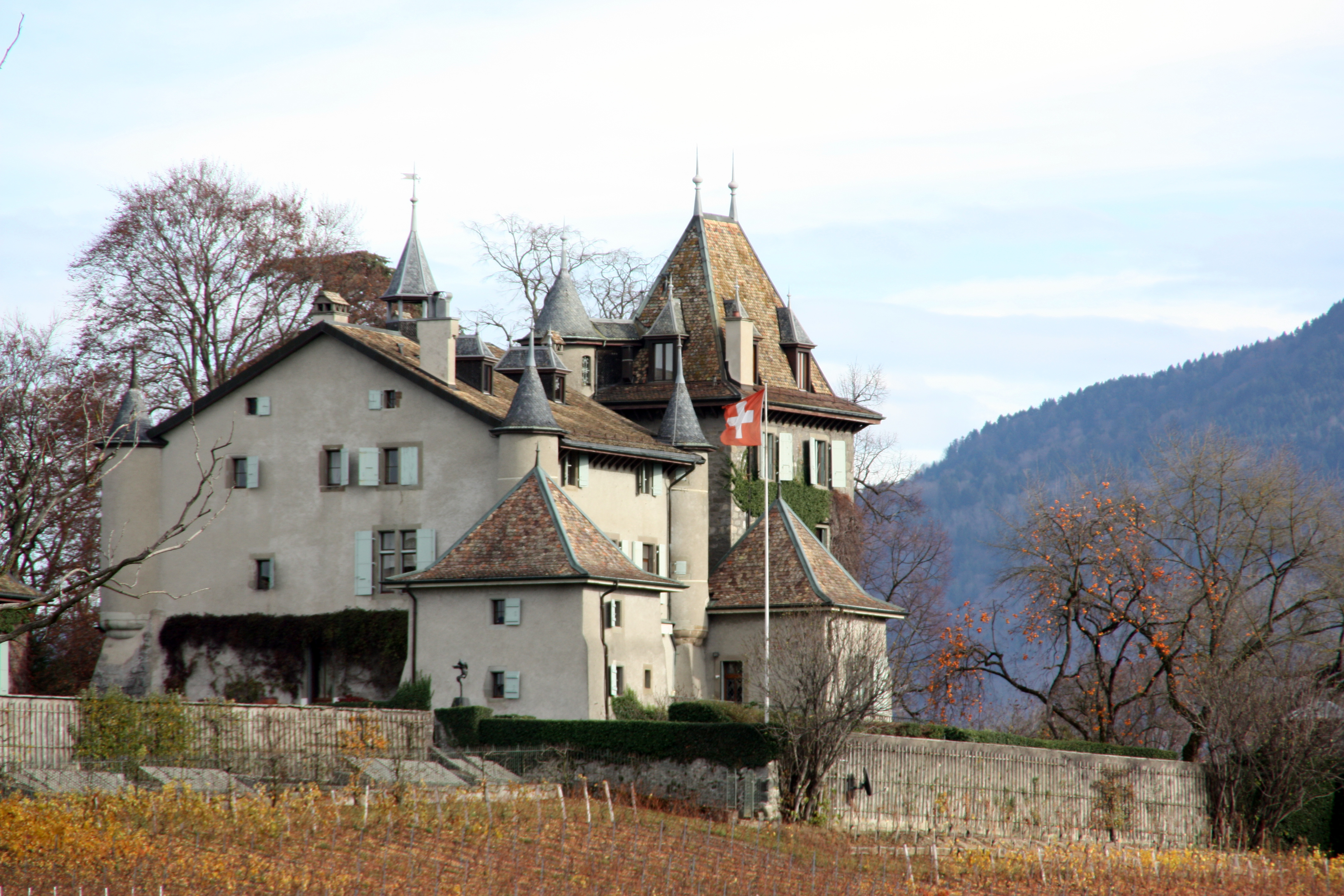
Le château du Crest, situé sur la commune de Jussy.

### Héraldique
| Blason | Blasonnement : De gueules, au château à deux tours crénelées, posé en chef, accompagné en pointe de deux tours rangées en fasce, le tout d'or, maçonné, ouvert et ajouré de sable. |

### Articles externes
- Théâtrochamp